# Petter Gustaf Idman
Petter Gustaf Idman, född 3 juni 1796 i Jakobstad, död 27 januari 1856 i Jakobstad, var en finländsk sjökapten och upptäcktsresande. Idman genomförde den första finländska världsomseglingen åren 1844 till 1847.

## Biografi
Petter Idman var son till rådmannen Johan Idman Israel och dennes hustru Anna Sofia Hamberg. Han hade sin skolgång i Åbo åren 1810-1813 och började sedan vid Åbo universitet i juni 1813. Kring mars 1814 slutade han och gick till sjöss. Åren 1820-1824 seglade han för Malms svenske kusin Niklas Lindskog och rundade Kap Horn på svenska fartyget "Ophir". Senare erhöll han befäl över den 32 meter långa barken "Hercules".

## Världsomseglingen
I oktober 1844 lämnade "Hercules" under Idmans befäl Jakobstads hamn  utan att resan var planerat som en världsomsegling. Fartyget gick mot franska Marseille med en last av plank och tjära. I Marseille fanns inga nya uppdrag så Idman styrde tomt mot Odessa i hopp om nya uppdrag. Här fick han en last till Plymouth och London. I oktober 1845 fick Idman till slut ett uppdrag till Rio de Janeiro dit fartyget anlände julen 1845. Först i mars 1846 lyckades han få last dels från Rio och dels från Paranaguá till chilenska Valparaíso dit man anlände i juni 1846. Här fick Idman ett uppdrag till Tahiti. Via Callao anlände fartyget till Sällskapsöarna i oktober 1846. Därefter fortsatte färden mot Batavia där man på våren 1847 fick last till Rotterdam. Därifrån sattes kurs mot Jakobstad dit man anlände i september 1847.